# Netelia pallida
Netelia pallida là một loài tò vò trong họ Ichneumonidae.